# Just a Passing Glance
Just a Passing Glance – dziesiąty album studyjny Don Carlosa, jamajskiego wykonawcy muzyki roots reggae.
Płyta została wydana w roku 1984 przez waszyngtońską wytwórnię RAS Records. Nagrania zarejestrowane zostały w słynnym studiu Tuff Gong w Kingston. Ich produkcją zajął się Gary "Doctor Dread" Himelfarb. Album był kilkukrotnie wznawiany przez RAS w postaci płyty CD.

## Lista utworów

### Strona A
1. "Just a Passing Glance"
2. "DJ Version - Passing Glance"
3. "Knock Knock"
4. "I Just Can't Stop"
5. "You Are My Sunshine"

### Strona B
1. "Front Line"
2. "Springheel Skanking"
3. "Heartbreaker"
4. "I'm Leaving"
5. "Zion Train"

## Muzycy
- Dwight "Brother Dee" Pinkney - gitara
- Eric "Bingy Bunny" Lamont - gitara rytmiczna
- Winston "Bo-Peep" Bowen - gitara, gitara rytmiczna
- Aston "Family Man" Barrett - gitara basowa
- Errol "Flabba" Holt - gitara basowa
- Lloyd Parks - gitara basowa
- Sly Dunbar - perkusja
- Lincoln "Style" Scott - perkusja
- Carlton "Carlie" Barrett - perkusja
- Christopher "Sky Juice" Blake - perkusja
- Herman "Bongo Herman" Davis - perkusja
- Wycliffe "Steely" Johnson - fortepian
- Augustus Pablo - fortepian
- Robert Lynn - organy
- David Madden - trąbka
- Glen DaCosta - saksofon
- Alric "Goldielocks" Lansfield - chórki na "Springheel Skanking"